# 薬王堂
株式会社薬王堂（やくおうどう）は、岩手県盛岡市に本社を置き、東北地方を中心にドラッグストアを展開する企業。

## 歴史
1978年（昭和53年）4月に千葉県出身の西郷辰弘が岩手県紫波郡都南村（現在の盛岡市南部）のスーパーマーケット内に都南プラザドラッグを開いたのが始まりである。
1981年（昭和56年）2月に有限会社薬王堂を岩手県紫波郡矢巾町に設立し、翌1982年（昭和57年）11月には初の単独店「岩手矢巾店」を町内に開店。1991年（平成3年）6月に株式会社薬王堂に組織変更し、1992年（平成4年）8月に開店した店舗面積約150坪の津志田店からドラッグストアを本格的に展開し始めた。
2000年（平成12年）5月に宮城県栗原郡（現在の栗原市）に金成店を開店して宮城県に進出したのを皮切りに、岩手県外への出店を開始し、同年7月に秋田県横手市（横手店）、2002年（平成14年）8月に青森県八戸市（八戸新井田店）、2008年（平成20年）7月に山形県山形市（山形馬見ヶ崎店）を開店し、東北5県に店舗を展開していたが、2018年（平成30年）3月に福島県福島市（福島太平寺店）を開店したことにより、東北6県に店舗展開することとなった。
2000年（平成12年）3月に岩手県紫波郡に物流センター、2005年（平成17年）9月に200店舗まで対応可能な大型物流センター、同年10月には日配物流センターを相次いで稼動させるなど物流システムの効率化も図り、2009年（平成21年）2月期で売上総利益率を23.7%という低い水準に抑制している。
2011年（平成23年）3月11日に発生した東日本大震災で130店舗のうち岩手県の宮古磯鶏、釜石鈴子、釜石小佐野、釜石鵜住居、大船渡須崎、大船渡盛、山田、大槌、高田の9店舗と宮城県の沿岸部の11店舗が壊滅的な被害を受け、31店舗が営業停止に追い込まれ、東北地方で最も多くの店舗を展開するツルハホールディングスの92店舗営業停止に次ぐ大きな被害を受けたものの、食料品や医薬品、ベビー用品、乾電池などを地元の問屋街からかき集めて早くから営業を再開。停電によって日没までの営業だったにもかかわらず、同月の既存店売上高が前年比35.7%増となるなど同年8月まで対前年比で2ケタの売り上げ増加を実現し、2012年（平成24年）2月期の連結決算は震災に伴う損害などを特別損失に計上したにもかかわらず増収増益を達成して過去最高となった。
しかし、その一方で2011年3月20日ごろから比較的被害が少ない地域の店舗で清掃や陳列などの作業を復旧支援として取引業者に連日行わせたり、同年4月22日に大震災で大きな商品損失が発生した分の保証を取引先に求めるような強引な側面も見られた。この行為は公正取引委員会の知るところとなり、薬王堂は5月に取引業者に対して復旧支援作業を中止する通達を出した。
2013年（平成25年）11月に東京証券取引所第二部に市場変更し、株主数や流通株式数などの基準を満たしたことから2014年（平成26年）9月24日に東京証券取引所より第一部への指定替えの承認を受け、同年10月1日付で東京証券取引所第一部に指定替えした。
2019年（令和元年）9月2日に持株会社制へ移行。薬王堂は同日付で設立された薬王堂ホールディングスの完全子会社となった。
2025年（令和7年）4月11日、栃木県那須塩原市に黒磯鍋掛店を開店し、関東地方へ進出した。今後も北関東へ出店する見込みであり、東北地方での展開も含めて経営基盤の強化を図るとしている。

## 特徴
食品・日用品を充実させたバラエティーストアに近い形態のドラッグストアという独自の業態の店舗を中心に出店しており、郊外型の標準的な店舗は医薬品や化粧品のような通常のドラッグストアが主力商品として扱う商品のみならず、食料品やスリッパなどの日用品、下着やエプロンなどの衣料品、掃除機やアイロン、扇風機、炊飯器、電子レンジなどの機能を絞り込んで価格を抑えた客が持ち帰れる大きさの家電製品まで取り揃えるホームセンターに近い幅広い品揃えとなっている。
薬剤師が必要な第1類医薬品は扱わず、シャンプーや化粧品のような多様なブランドのある商品分野でも同一分野の商品については数種類しか扱わないことで小型の家電製品や衣料品まで揃えた幅広い品揃えを実現しながら、在庫回転率の向上と仕入れや棚割など店舗業務の効率化を両立させ、充実させた食品・日用雑貨で来店頻度を高めて同業が入り込めない過疎地を先取りし、他社との競合が少ないことを生かしてチラシ配布など販促費を大幅に抑制するなどの工夫を重ね、過疎化と高齢化が進んだ農山村が多い東北地方で商圏人口7,000人の小商圏で成立するドラッグストアとしての「小商圏バラエティ型コンビニエンスドラッグストア」という新たな業態のチェーン店構築を目指して、岩手県・宮城県の山間部や秋田県の旧町村など人口密度の低い町村部への店舗展開を進め、高シェアの獲得を目指している。盛岡市と久慈市ではセリアから仕入れた商品による100円ショップも展開している。特に久慈店では、別テナントから仕入れた魚介類などの生鮮食品も取り扱っていた。
「Basic」ブランドでプライベートブランド (PB) 商品を生産・販売して、競合する他店との差別化と収益確保の両立を図っている。展開している商品は納豆や豆腐、ラーメンなどの食品、洗剤、トイレットペーパー・ティッシュペーパーから靴・カバンまで幅広い分野に及ぶ。
こうした営業戦略の結果、2013年2月期の売上高約478億4,000万円のうち、風邪薬やドリンク剤、湿布などの医薬品だけでなくマスクや介護用紙おむつなどの衛生用品を含めたヘルスケア部門の売上高は約130億4,500万円で27.3%に留まり、売上高約195億8,100万円で40.9%を占めた食料品や酒類などの飲食物を中心としたコンビニエンスケア部門を下回ったほか、売上高約93億5,100万円で19.5%を占める化粧品や歯磨き粉、髭剃りなどのビューティケア部門を含めても全売上高の半分以下で、売上高約58億6,200万円で12.3%を占める肌着や靴下などの衣料品やティッシュペーパー、洗剤などのトイレや台所、洗濯などを含むホームケア部門と飲食料品中心のコンビニエンスケア部門をあわせた売上が過半を占める状況となっている。
決済はクレジットカードやEdy、各種QRコード決済にも対応している。かつては印字式ポイントカードを採用しており、現在はポイントカードを兼ねた独自のプリペイド式電子マネー「Wa!ca」（ワイカ）を店頭で発行している。

## 沿革
- 1978年（昭和53年）4月 - 都南プラザドラッグを開業[1]。
- 1981年（昭和56年）2月 - 有限会社薬王堂を設立[4]。
- 1982年（昭和57年）11月 - 初の単独店「岩手矢巾店」を開店[6][7]。
- 1991年（平成3年）6月 - 株式会社薬王堂に組織変更[1]。
- 2005年（平成17年）9月 - ジャスダックに上場[1]。
- 2011年（平成23年）3月11日 - 東日本大震災で130店舗のうち[5]岩手県と宮城県の沿岸部の11店舗が壊滅的な被害を受け[5]、31店舗が営業停止[12]。
- 2012年（平成24年）6月1日 - 連結子会社であった有限会社薬王堂販売を吸収合併[1]。
- 2013年（平成25年）11月5日 - 東京証券取引所第二部に市場変更[23]。
- 2014年（平成26年）10月1日 - 東京証券取引所第一部に指定替え[17]。
- 2018年（平成30年）3月30日 - セルスペクト株式会社に400百万円出資[24]。
- 2019年（令和元年）
  - 8月29日 - 東京証券取引所第一部上場廃止。
  - 9月2日 - 持株会社制へ移行し、薬王堂ホールディングスが薬王堂に代わって東京証券取引所第一部に上場する[25]。
- 2021年（令和3年）11月1日 - 本社を岩手県矢巾町から盛岡市へ、登記上の本店を矢巾町広宮沢から矢巾町医大通へそれぞれ移転[26]。
- 2025年（令和7年）4月11日 - 栃木県に黒磯鍋掛店を開店し、関東地方へ進出[18]。

## テレビ放送
- がっちりマンデー!!（TBSテレビ） - 2025年4月27日放送「うちの県の輝くNo.1会社」の回にて「薬も食品もペット用品もある!岩手県民の心をつかんだドラッグストア」として、本社が紹介された[27]。